# Nam Tề Minh Đế
Nam Tề Minh Đế (chữ Hán: 南齊明帝; 452–498), tên húy là Tiêu Loan (giản thể: 萧鸾; phồn thể: 蕭鸞; bính âm: Xiāo Luán), tên tự Cảnh Tê (景栖), biệt danh Huyền Độ (玄度), là vị vua thứ năm của triều Nam Tề trong lịch sử Trung Quốc. Ông là cháu (gọi bằng chú) của hoàng đế sáng lập nên triều đại-Cao Đế. Ông trở thành đại tướng quân dưới thời trị vì của cháu nội Cao Đế-Tiêu Chiêu Nghiệp.
Cho rằng Tiêu Chiêu Nghiệp là một hoàng đế không đủ năng lực và có ý định chống lại mình, Tiêu Loan đã tiến hành một cuộc chính biến và sát hại Tiêu Chiêu Nghiệp. Sau đó ông đưa em trai của Tiêu Chiêu Nghiệp là Tiêu Chiêu Văn lên ngôi, song chỉ sau một thời gian ngắn lại phế truất Tiêu Chiêu Văn và đoạt lấy ngai vàng. Trong thời gian trị vì, ông có những yêu cầu cao và đòi hỏi khắt khe, song lại thanh đạm. Ông được nhìn nhận là một nhân vật rất đen tối trong lịch sử vì đã thảm sát những người con trai còn sống sót của Cao Đế và Vũ Đế, mặc dù họ từng đối xử tốt với ông.

## Thân thế
Tiêu Loan sinh năm 452. Sử sách không rõ về tên của mẹ ông, cha ông là Tiêu Đạo Sinh (蕭道生), một viên quan cấp trung-thấp của triều Lưu Tống. Tiêu Đạo Sinh mất sớm, vì thế Tiêu Loan được người chú là Tiêu Đạo Thành-một tướng của Lưu Tống nuôi dưỡng. Ông có hai người anh em ruột, anh trai Tiêu Phượng (蕭鳳) và em trai Tiêu Miễn (蕭緬). Sử sách chép rằng Tiêu Đạo Thành rất yêu quý Tiêu Loan, thậm chí còn hơn các con trai mình. Năm 472, ở tuổi 20, Tiêu Loan được ban cho chức huyện lệnh, và trong vài năm sau đó, khi quyền lực của người chú tăng lên, ông được thăng cấp và kinh qua một số chức vụ, rồi trở thành một tướng quân vào năm 478. Khi Tiêu Đạo Thành đoạt ngôi từ Lưu Tống Thuận Đế vào năm 479, Tiêu Loan được phong làm Tây Xương hầu.

## Dưới thời Cao Đế và Vũ Đế
Trong thời gian trị vì của Cao Đế và Vũ Đế, Tiêu Loan được thăng chức đều đặn cho đến cuối thời gian trị vì của Vũ Đế. Tiêu Loan cũng được công chúng và các quan lại kính mến vì có tính tiết kiệm và có thái độ khiêm tốn, ông không sử dụng các mặt hàng xa xỉ và mặc quần áo như một nho sĩ bình thường. Có một lần, Vũ Đế đã tính đến việc phong Tiêu Loan làm thượng thư phụ trách vấn đề công vụ, song vị hoàng đế này đã đổi ý sau khi ý định này bị Vương Yến (王晏) phản đối, người này cho rằng Tiêu Loan có năng lực song không hiểu biết tốt về các gia tộc hùng mạnh, và do đó không được trang bị đủ để xử lý các công việc đó, là lĩnh vực mà các dòng tộc quan lại có ảnh hưởng mạnh trong việc ra các quyết định. Tiêu Loan là bằng hữu với con trai của Vũ Đế-Cánh Lăng vương Tiêu Tử Lương (蕭子良), người giữ chức tư đồ. Tuy nhiên, thái tử Tiêu Trường Mậu của Vũ Đế lại không ưa ông, và Tiêu Tử Lương đã phải bảo vệ Tiêu Loan trước Tiêu Trường Mậu, và thường ca ngợi Tiêu Loan trước Vũ Đế. Do vậy, sau khi Tiêu Trường Mậu qua dời vào năm 493, Vũ Đế (cũng lâm bệnh sau đó) đã chỉ định Tiêu Tử Lương và Tiêu Loan sẽ chịu trách nhiệm phụ chính cho thái tôn Tiêu Chiêu Nghiệp. Tiêu Loan sau đó đã phát hiện ra và cản trở âm mưu của Vương Dung (王融) khi người này cố gắng để khiến quyền thừa kế ngai vàng rơi vào tay Tiêu Tử Lương. Ngay sau đó, Vũ Đế qua đời, Tiêu Chiêu Nghiệp lên kế vị.

## Dưới thời Tiêu Chiêu Nghiệp
Do âm mưu của Vương Dung, Tiêu Chiêu Nghiệp không tin tưởng Tiêu Tử Lương, và mặc dù Tiêu Tử Lương được trao các tước hiệu vinh dự lớn song quyền lực thực tế lại rơi vào tay Tiêu Loan. Tuy nhiên, ngay sau đó, Tiêu Chiêu Nghiệp lại tỏ ra mình là một quân chủ phù phiếm, ông ta dành hầu hết thời gian cho các yến tiệc và các trò chơi tiêu khiển và dùng cạn ngân khố thặng dư mà Cao Đế và Vũ Đế tiết kiệm mới có được. Tiêu Loan từng vài lần cố khuyên nhủ Tiêu Chiêu Nghiệp thay đổi song không có kết quả, thậm chí Tiêu Chiêu Nghiệp còn bắt đầu nghi ngờ Tiêu Loan và muốn giết chết Tiêu Loan, song đã không thể làm như vậy, đặc biệt là sau khi tham khảo ý kiến của thúc tổ (con trai Cao Đế) là Bà Dương vương Tiêu Thương (蕭鏘), và Tiêu Thương đã phản đối hành động. Trong khi đó, Tiêu Loan cũng nghi ngờ rằng Tiêu Chiêu Nghiệp muốn sát hại mình, và do đó ông bắt đầu thiết lập quan hệ với các trọng tướng như Tiêu Kham (蕭諶) và Tiêu Thản Chi (蕭坦之), cả hai người này đều được Tiêu Chiêu Nghiệp tin tưởng. Ngoài ra, Tiêu Loan cũng tìm cớ để loại bỏ các thân tín của Tiêu Chiêu Nghiệp, bao gồm người tình của Hoàng hậu Hà Tịnh Anh là Dương Mân (楊珉), hoạn quan Từ Long Câu (徐龍駒), tướng Chu Phụng Thúc (周奉叔), giảng sư Đỗ Văn Khiêm (杜文謙), và tổng quản Kì Vô Trân Chi (綦毋珍之). Tuy nhiên, Tiêu Chiêu Nghiệp dường như đã không biết gì về các ý định thực sự của Tiêu Loan, và tinh thần cảnh giác của Tiêu Chiêu Nghiệp đã suy giảm sau khi Tiêu Tử Lương chết trong lo lắng vào hè năm 494.
Tuy nhiên, đến mùa thu năm 494, Tiêu Chiêu Nghiệp đã hết kiên nhẫn với Tiêu Loan, và ông đã bí mật lập mưu cùng thúc phụ của Hà Hoàng hậu- Hà Dận (何胤), để giết chết Tiêu Loan. Hà Dận không dám làm như vậy và cho rằng cần theo dõi thêm Tiêu Loan. Do đó, Tiêu Chiêu Nghiệp đã dừng giao các công việc quan trọng cho Tiêu Loan. Tuy nhiên, sau đó Tiêu Loan bắt đầu tiến hành chính biến, hợp sức với Tiêu Kham và Tiêu Thản Chi. Tiêu Chiêu Nghiệp không nhận ra rằng Tiêu Kham và Tiêu Thản Chi đã phản bội mình, vì thế đã tìm kiếm trợ giúp của Tiêu Kham khi biết Tiêu Loan bắt đầu tấn công hoàng cung. Hy vọng của Tiêu Chiêu Nghiệp tiêu tan khi thấy Tiêu Kham tiến quân vào hoàng cung. Các cận binh hoàng cung vẫn sẵn sàng chiến đấu, song Tiêu Chiêu Nghiệp lại chạy trốn, song Tiêu Kham đã đuổi kịp và giết chết ông. Tiêu Loan ban hành một chiếu chỉ lấy tên của Vương Thái hậu, giáng Tiêu Chiêu Nghiệp xuống tước vương (với tước hiệu Uất Lâm vương) và lập em trai Tiêu Chiêu Nghiệp là Tân An vương Tiêu Tử Văn làm hoàng đế mới.

## Dưới thời Tiêu Chiêu Văn
Khi lên ngôi, Tiêu Chiêu Văn mới 14 tuổi, quyền lực trên thực tế nằm trong tay Tiêu Loan, và Tiêu Loan tự phong cho mình tước Tuyên Thành quận công, sau đó là Tuyên Thành vương. Dưới danh nghĩa Tiêu Chiêu Văn, Tiêu Loan ngay sau đó đã tiến hành xử tử một số lượng lớn các thân vương là con trai của Cao Đế và Vũ Đế, những người mà ông ta xem là một mối đe dọa với mình:
- Tiêu Thương (蕭鏘), Bà Dương vương, con trai Cao Đế
- Tiêu Tử Long (蕭子隆), Tùy quận công, con trai Vũ Đế
- Tiêu Tử Mậu (蕭子懋), Tấn An vương, con trai Vũ Đế
- Tiêu Tử Kính (蕭子敬), An Lục vương, con trai Vũ Đế
- Tiêu Nhuệ (蕭銳), Nam Bình vương, con trai Cao Đế
- Tiêu Cầu (蕭銶), Tấn Hi vương, con trai Cao Đế
- Tiêu Khanh (蕭鏗), Nghi Đô vương, con trai Cao Đế
- Tiêu Thước (蕭鑠), Quế Dương vương, con trai Cao Đế
- Tiêu Quân (蕭鈞), Hành Dương vương, con trai Cao Đế
- Tiêu Phong (蕭鋒), Giang Hạ vương, con trai Cao Đế
- Tiêu Tử Chân (蕭子真), Kiến An vương, con trai Vũ Đế
- Tiêu Tử Luân (蕭子倫), Ba Lăng vương, con trai Vũ Đế
- Tiêu Tử Khanh (蕭子卿), Lư Lăng vương, con trai Vũ Đế

Ban đầu, em trai Tiêu Chiêu Văn là Lâm Hải quận vương Tiêu Chiêu Tú (蕭昭秀), cũng đã bị định tội chết, song vào lúc cuối cùng lại được tha. Để thay thế vị trí của các thân vương bị giết, Tiêu Loan đã đưa các cháu trai (do con trai ông ta còn trẻ) là Tiêu Diêu Quang (蕭遙光), Tiêu Diêu Hân (蕭遙欣), và Tiêu Diêu Xương (蕭遙昌) vào các chức vụ quan trọng. Chưa đầy ba tháng sau khi Tiêu Chiêu Văn lên ngôi, Tiêu Loan đã ban một chiếu chỉ nhân danh chính thất của Tiêu Trường Mậu-Thái hậu Vương Bảo Minh (王寶明), viết rằng Tiêu Chiêu Văn không đủ thông minh và khỏe mạnh để làm hoàng đế, trao ngai vàng lại cho Tiêu Loan. Tiêu Loan lên ngôi vào ngày Quý Hợi (22) tháng 10, tức 5 tháng 12, tức Nam Tề Minh Đế.

## Trị vì
Minh Đế thường được xem là một quân chủ thông minh và có tính thanh đạm. Tuy nhiên, ông cũng có tính đa nghi, và chỉ có vài đại thần cấp cao là có thể cảm thấy an toàn trong thời gian ông trị vì. Ông cũng tiếp tục sát hại (định kỳ) các hậu duệ của Cao Đế và Vũ Đế do nghĩ rằng họ sẽ là mối đe dọa với các con trai ông. Mỗi lần tiến hành các vụ giết chóc, đầu tiên ông sẽ thắp hương cúng (có lẽ là Cao Đế và Vũ Đế) và than khóc cay đắng trước khi thực hiện các hành động.
Minh Đế lập con trai thứ hai-Tiêu Bảo Quyển làm thái tử, lý do là vì người con trai cả Tiêu Bảo Nghĩa (蕭寶義) không thể nói được (và cũng không phải là con trai của chính thất Lưu Huệ Đoan (劉惠端), người đã qua đời năm 489). Do các con trai của Minh Đế đều còn nhỏ, ông đã giao phó các trách nhiệm lớn cho những cháu trai của mình là Tiêu Diêu Quang, Tiêu Diêu Hân, và Tiêu Diêu Xương. Khi Tiêu Chiêu Văn bị phế truất, chiếu chỉ mà Minh Đế ban hành nhân danh Vương Thái hậu đã giáng tước hiệu Tiêu Chiêu Văn xuống thành Hải Lăng vương. Tuy nhiên, khoảng một tháng sau khi Tiêu Chiêu Văn bị phế, Minh Đế đã giả vờ thông báo Tiêu Chiêu Văn lâm bệnh và cử thái ý đến điều trị, song lại lệnh cho thái y hạ độc ông. Tiêu Chiêu Văn được ban thụy hiệu Cung (恭) và được chôn cất với vinh dự cao quý song không phải là vinh dự dành cho hoàng đế.
Trong khi đó, Bắc Ngụy Hiếu Văn Đế đã sử dụng việc Minh Đế soán ngôi làm cớ để tiến hành một cuộc tấn lớn chống lại Nam Tề vào cuối năm 494. Tuy nhiên, sau một số trận đánh bất phân thắng bại, quân Bắc Ngụy đã từ bỏ chiến dịch vào mùa xuân năm 495. Ngay sau khi chiến dịch kết thúc, Minh Đế đã xử tử Tiêu Kham, một tướng cộng tác với ông trong cuộc chính biến chống lại Tiêu Chiêu Nghiệp, và các huynh đệ của Tiêu Kham do ông nghi ngờ Tiêu Kham âm mưu tiến hành chính biến. Ngoài ra, Minh Đế cũng vu cáo một số thân vương (con trai của Vũ Đế) là đồng mưu với Tiêu Kham, bao gồm Tây Dương vương Tiêu Tử Minh (蕭子明), Nam Hải vương Tiêu Tử Hãn (蕭子罕), và Thiệu Lăng vương Tiêu Tử Trinh (蕭子貞). Năm 497, ông cũng cho xử tử đại thần cấp cao Vương Yến do nghi ngờ người này có ý phản nghịch.
Vào mùa thu năm 497, Bắc Ngụy Hiếu Vũ Đế lại mở một cuộc tấn công lớn khác chống Nam Tề. Lần này, hai bên phần lớn vẫn bất phân thắng bại, song trọng thành biên giới là Uyển Thành (宛城, nay thuộc Nam Dương, Hà Nam) đã rơi vào tay Bắc Ngụy cùng với Tân Dã (新野, cũng thuộc Nam Dương ngày nay). Trong khi đó, trong suốt chiến dịch, do Minh Đế lâm bệnh, ông đã tham khảo ý kiến với Tiêu Diêu Quang rồi cho xử tử thêm 10 thân vương, tức tất cả những người con trai còn sống sót của Cao Đế, Vũ Đế và Tiêu Trường Mậu:
- Tiêu Huyễn (蕭鉉), Hà Đông vương, con trai Cao Đế
- Tiêu Tử Nhạc (蕭子岳), Lâm Hạ vương, con trai Vũ Đế
- Tiêu Tử Văn (蕭子文), Tây Dương vương, con trai Vũ Đế
- Tiêu Tử Tuấn (蕭子峻), Hành Dương vương, con trai Vũ Đế
- Tiêu Tử Lâm (蕭子琳), Nam Khang vương, con trai Vũ Đế
- Tiêu Tử Dân/Mân (蕭子珉), Vĩnh Dương vương, con trai Vũ Đế
- Tiêu Tử Kiến (蕭子建), Tương Đông vương, con trai Vũ Đế
- Tiêu Tử Hạ (蕭子夏), Nam quận vương, con trai Vũ Đế
- Tiêu Chiêu Xán (蕭昭粲), Quế Dương vương, con trai Tiêu Trường Mậu
- Tiêu Chiêu Tú (蕭昭秀), Ba Lăng vương, con trai Tiêu Trường Mậu

Trong các vụ việc, Minh Đế đã làm một điều đặc biệt bất thường, ông ra lệnh cho các đại thần cấp cao buộc tội các thân vương và thỉnh cầu xử tử họ, Minh Đế ban đầu sẽ từ chối các đề xuất rồi sau lại chấp thuận.
Vào mùa hè năm 498, tướng về hưu Vương Kính Tắc (王敬則) cho rằng Minh Đế có ý muốn xử tử mình nên đã nổi loạn từ Cối Kê (會稽, nay thuộc Thiệu Hưng, Chiết Giang). Vương tuyên bố muốn ủng hộ cho cháu nội của Cao Đế (con trai của Dự Chương Văn Hiến vương Tiêu Nghi) là Nam Khang công Tiêu Tử Khác (蕭子恪) làm lãnh đạo. Do đó, Minh Đế lại bàn luận với Tiêu Diêu Quang, sau đó hạ lệnh rằng tất cả các hậu duệ là nam giới của Cao Đế và Vũ Đế phải vào hoàng cung để hạ độc họ. Tuy nhiên, sau khi Tiêu Tử Khác chạy về kinh thành Kiến Khang và thể hiện rằng mình không tham gia cuộc nổi loạn của Vương, Minh Đế đã đổi ý vào phút chót và than cho họ. Khoảng 20 ngày sau khi Vương bắt đầu nổi loạn, ông ta bị giết trong chiến trận, cuộc nổi loạn tan vỡ.
Ba tháng sau, ngày Minh Đế qua đời vào ngày Kỉ Dậu (30) tháng 7 năm Mậu Dần, tức 1 tháng 9 năm 498 ở Chính Phúc điện. Thái tử Bảo Quyển lên ngôi kế vị (sau được biết đến với tước Đông Hôn hầu).

## Hậu phi
- Lưu Huệ Đoan (劉惠端), mất năm 489, được truy tôn là Kính Hoàng hậu, sinh Tiêu Bảo Quyển, Tiêu Bảo Huyền, Tiêu Bảo Dần, Tiêu Bảo Dung.
- Ân quý tần, sinh Tiêu Bảo Nghĩa, Tiêu Bảo Tung.
- Viên quý phi, sinh Tiêu Bảo Nguyên.
- Quản thục phi, sinh Tiêu Bảo Du.
- Hứa thục viện, sinh Tiêu Bảo Trinh.
- Phan thị

## Con cái
Con trai
- Tiêu Bảo Nghĩa (蕭寶義), năm 494 được làm Tấn An quận vương, năm 502 được nhà Lương phong làm Tạ Mộc huyện công, cũng trong năm 502 được nhà Lương phong làm Ba Lăng Ẩn vương, mất năm 509.
- Tiêu Bảo Quyển (蕭寶卷), năm 494 được làm thái tử, sau trở thành hoàng đế.
- Tiêu Bảo Huyền (蕭寶玄), năm 494 được làm Giang Hạ vương, mất năm 500.
- Tứ tử mất sớm.
- Tiêu Bảo Nguyên (蕭寶源), năm 494 được làm Lư Lăng vương, mất năm 502.
- Tiêu Bảo Dần (蕭寶寅), năm 494 được làm Kiến An vương, năm 501 được cải phong làm Bà Dương vương, năm 503 được Bắc Ngụy phong làm Tề vương, tự xưng hoàng đế tái lập Nam Tề (xưng năm 527, từ bỏ năm 528, buộc phải tự sát năm 530).
- Thất tử mất sớm.
- Tiêu Bảo Dung (蕭寶融), năm 494 được phong làm Tùy quận vương, năm 499 được cải phong Nam Khang vương, sau trở thành Nam Tề Hòa Đế.
- Tiêu Bảo Du (蕭寶攸), năm 494 được phong làm Nam Bình vương, năm 495 được cải phong làm Thiệu Lăng vương, bị Tiêu Diễn xử tử vào năm 502.
- Tiêu Bảo Tung (蕭寶嵩), Tấn Hi vương, bị Tiêu Diễn xử tử năm 502.
- Tiêu Bảo Trinh (蕭寶貞), Quế Dương vương, bị Tiêu Diễn xử tử năm 502.